# نيقولاي في. إيفانوف
نيقولاي في. ايفانوف (بالروسية: Николай Васильевич Иванов)‏ هو رياضياتي وأستاذ جامعي روسي، ولد في 10 أكتوبر 1954.